# Reinette Liebenberg
Reinette Liebenberg é uma política sul-africana que foi eleita para a Assembleia Legislativa Provincial do Cabo Setentrional nas eleições gerais de 2019. Ela é um dos oito representantes da Aliança Democrática na legislatura provincial. Liebenberg foi conselheira do município local de Sol Plaatje antes de ser eleita para a legislatura provincial.

## Carreira política
Liebenberg é membro da Aliança Democrática (DA). Foi reeleita vereadora do Município de Sol Plaatje em agosto de 2016. Em 2018, Liebenberg criticou o Congresso Nacional Africano por eleger Patrick Mabilo como prefeito de Sol Plaatje.
Na eleição que foi realizada no dia 8 de maio de 2019, Liebenberg foi eleita para a Legislatura Provincial do Cabo Setentrional. Ela prestou juramento como MPL em 22 de maio de 2019. Ela é a porta-voz da DA para a agricultura, reforma agrária, desenvolvimento rural e conservação da natureza.

## Vida pessoal
Liebenberg é casada com Chris Liebenberg, ex-líder provincial da DA.